# 4e Pantserleger
Het 4e Pantserleger (Duits: 4. Panzerarmee) was een pantserleger van Duitsland in de Tweede Wereldoorlog. Op 31 december 1941 kwam het leger voort uit de Panzergruppe 4. Het 4e Pantserleger heeft tijdens de Tweede Wereldoorlog deelgenomen aan de Slag om Frankrijk en het heeft gevochten aan het oostfront, waar het o.a. heeft gestreden in de Slag om Koersk.

## Commandanten

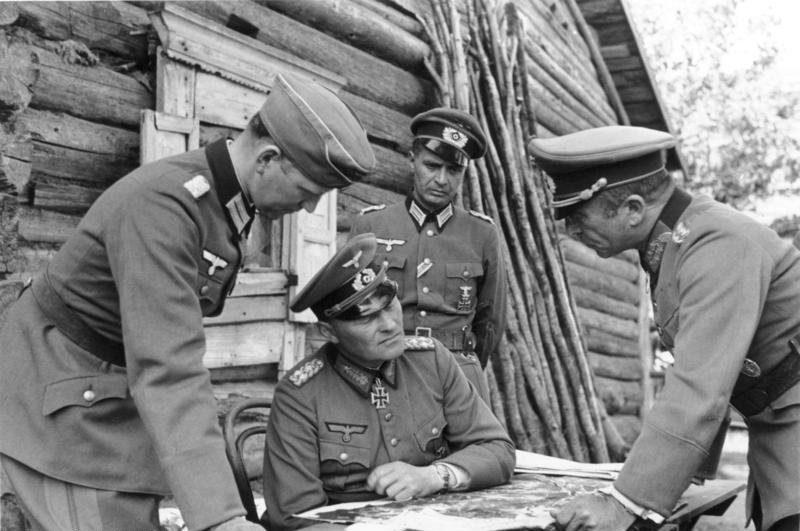
Generaloberst Erich Hoepner (zittend) nabij Leningrad.

## Commandanten[1][2][3]
| Rang                        | Naam                | Begin             | Eind              |
| --------------------------- | ------------------- | ----------------- | ----------------- |
| Kolonel-generaal            | Erich Hoepner       | 1 januari 1942    | 7 januari 1942    |
| Kolonel-generaal            | Richard Ruoff       | 7 januari 1942    | 31 mei 1942       |
| Kolonel-generaal            | Hermann Hoth        | 31 mei 1942       | 26 november 1943  |
| Kolonel-generaal            | Erhard Raus         | 26 november 1943  | 18 mei 1944       |
| Kolonel-generaal            | Josef Harpe         | 18 mei 1944       | 28 juni 1944      |
| Generaal der Pantsertroepen | Walther Nehring     | 28 juni 1944      | 5 augustus 1944   |
| Generaal der Pantsertroepen | Hermann Balck       | 5 augustus 1944   | 21 september 1944 |
| Generaal der Pantsertroepen | Fritz-Hubert Gräser | 21 september 1944 | 8 mei 1945        |

### Stafchefs van het 4e Pantserleger[3][2]
| Rang            | Naam                             | Begin             | Eind              | Opmerking  |
| --------------- | -------------------------------- | ----------------- | ----------------- | ---------- |
| Oberst          | Walter Chales de Beaulieu        | 1 januari 1942    | 8 januari 1942    |            |
| Generalmajor    | Hans Röttiger                    | 8 januari 1942    | 27 april 1942     |            |
| Generalmajor    | Julius von Bernuth               | 27 april 1942     | 12 juli 1942      | Gesneuveld |
| Generalleutnant | Friedrich Fangohr                | 15 juli 1942      | 15 juni 1944      |            |
| Oberst          | Georg Schulze-Büttger            | 15 juni 1944      | 20 augustus 1944  |            |
| Oberst          | Friedrich-Wilhelm von Mellenthin | 20 augustus 1944  | 11 september 1944 |            |
| Oberst          | Christian Müller                 | 11 september 1944 | 25 januari 1945   |            |
| Generalmajor    | Wilhelm Knüppel                  | 25 januari 1945   | 8 mei 1945        |            |

### Eerste generale stafofficier (Ia)[3][2]
| Rang           | Naam                          | Begin             | Eind              | Opmerking |
| -------------- | ----------------------------- | ----------------- | ----------------- | --------- |
| Oberstleutnant | Joachim von Schön-Angerer     | 1 januari 1942    | 15 mei 1943       |           |
| Oberst         | Christian Müller              | 15 mei 1943       | 30 maart 1944     |           |
| Oberstleutnant | Georg Graf zu Castell-Castell | 30 maart 1944     | 25 april 1944     |           |
| Oberst         | Christian Müller              | 25 april 1944     | juni 1944         |           |
| Oberstleutnant | Arthur von Platen             | juni 1944         | september 1944    |           |
| Major          | Friedrich-Wilhelm Voss        | September 1944    | 10 september 1944 |           |
| Oberst         | Klaus Müller                  | 10 september 1944 | 8 mei 1945        |           |